# Bučevke
Bučevke (znanstveno ime Cucurbitaceae) so rastlinska družina z okrog 125 rodovi in 825 vrstami.  V slovenski botanični terminologiji je predpisana končnica za imena rastlinskih družin »-ovke« oz. »-evke«.

Med bučevke spadajo nekatere izmed najstarejših kulturnih rastlin, npr. melone, lubenice, kumare, buče idr. Razširjene so predvsem v tropih.  
Večina rastlin iz te družine so enoletne plezavke z viticami, med njimi pa so tudi olesenele ovijave vzpenjalke, trnasto grmičje in drevesa (Dendrosicyos). Mnoge vrste imajo velike cvetove rumene ali bele barve. Ti so večinoma enospolni, moški in ženski cvetovi pa so večinoma na različnih rastlinah. Plodnice so podrasle. Plod je sočna jagoda ali suha glavica.

## Rodovi
1. Rod Gomphogyneae Benth. & Hook. fil.
  1. Alsomitra (Blume) M. Roem. (1 sp.)
  2. Bayabusua W. J. J. O. De Wild. (1 sp.)
  3. Gynostemma Blume (17 spp.)
  4. Neoalsomitra Hutch. (14 spp.)
  5. Gomphogyne Griff. (6 spp.)
  6. Hemsleya Cogn. ex F. B. Forbes & Hemsl. (28 spp.)
2. Rod Actinostemmateae H. Schaef. & S. S. Renner
  1. Actinostemma Griff. (3 spp.)
3. Rod Zanonieae Benth. & Hook. fil.
  1. Gerrardanthus Harv. ex Benth. & Hook. (5 spp.)
  2. Xerosicyos Humbert (6 spp.)
  3. Zanonia L. (2 spp.)
  4. Siolmatra Baill. (2 spp.)
4. Rod Triceratieae A. Rich.
  1. Anisosperma Silva Manso (1 sp.)
  2. Fevillea L. (7 spp.)
  3. Cyclantheropsis Harms (3 spp.)
  4. Sicydium Schltdl. (9 spp.)
  5. Pteropepon (Cogn.) Cogn. (6 spp.)
5. Rod Indofevilleae H. Schaef. & S. S. Renner
  1. Indofevillea Chatterjee (2 spp.)
6. Rod Thladiantheae H. Schaef. & S. S. Renner
  1. Baijiania A. M. Lu & J. Q. Li (1 sp.)
  2. Thladiantha Bunge (26 spp.)
  3. Sinobaijiania C. Jeffrey & W. J. De Wild. (5 spp.)
7. Rod Siraitieae H. Schaef. & S. S. Renner
  1. Siraitia Merr. (4 spp.)
8. Rod Momordiceae H. Schaef. & S. S. Renner
  1. Momordica L. (49 spp.)
9. Rod Joliffieae Schrad.
  1. Cogniauxia Baill. (2 spp.)
  2. Telfairia Hook. (3 spp.)
  3. Ampelosicyos Thouars (5 spp.)
10. Rod Bryonieae Dumort.
  1. Ecballium A. Rich. (1 sp.)
  2. Bryonia (bluščec) L. (11 spp.)
  3. Austrobryonia H. Schaef. (4 spp.)
11. Rod Sicyoeae Schrad.
  1. Nothoalsomitra Telford (1 sp.)
  2. Luffa Mill. (7 spp.)
  3. Trichosanthes L. (117 spp.)
  4. Hodgsonia Hook. fil. & Thomson (2 spp.)
  5. Linnaeosicyos H. Schaef. & Kocyan (1 sp.)
  6. Cyclanthera Schrad. (47 spp.)
  7. Hanburia Seem. (7 spp.)
  8. Echinopepon Naudin (19 spp.)
  9. Frantzia Pittier (6 spp.)
  10. Sicyos L. (61 spp.)
  11. Sicyosperma A. Gray (1 sp.)
  12. Sicyocaulis Wiggins (1 sp.)
  13. Sechium P. Browne (5 spp.)
  14. Microsechium Naudin (2 spp.)
  15. Parasicyos Dieterle (2 spp.)
  16. Sechiopsis Naudin (5 spp.)
  17. Marah Kellogg (8 spp.)
  18. Echinocystis Torr. & A. Gray (1 sp.)
12. Rod Schizopeponeae C. Jeffrey
  1. Schizopepon Maxim. (8 spp.)
  2. Herpetospermum Wall. (4 spp.)
13. Rod Coniandreae Endl. ex M. Roem.
  1. Eureiandra Hook. fil. (8 spp.)
  2. Bambekea Cogn. (1 sp.)
  3. Dendrosicyos Balf. fil. (1 sp.)
  4. Trochomeriopsis Cogn. (1 sp.)
  5. Seyrigia Keraudren (6 spp.)
  6. Corallocarpus Welw. ex Benth. & Hook. fil. (14 spp.)
  7. Kedrostis Medik. (23 spp.)
  8. Cucurbitella Walp. (1 sp.)
  9. Apodanthera Arn. (34 spp.)
  10. Melothrianthus Mart. Crov. (1 sp.)
  11. Ibervillea Greene (7 spp.)
  12. Dieterlea Lott (2 spp.)
  13. Tumamoca Rose (2 spp.)
  14. Halosicyos Mart. Crov. (1 sp.)
  15. Ceratosanthes Burm. ex Adans. (9 spp.)
  16. Doyerea Grosourdy (1 sp.)
  17. Wilbrandia Silva Manso (6 spp.)
  18. Helmontia Cogn. (4 spp.)
  19. Psiguria Neck. (9 spp.)
  20. Gurania (Schltdl.) Cogn. (39 spp.)
14. Rod Cucurbiteae Dumort.
  1. Polyclathra Bertol. (1 sp.)
  2. Cucurbita L. (17 spp.)
  3. Peponopsis Naudin (1 sp.)
  4. Penelopeia Urb. (2 spp.)
  5. Sicana Naudin (4 spp.)
  6. Calycophysum H. Karst. & Triana (4 spp.)
  7. Cionosicys Griseb. (4 spp.)
  8. Tecunumania Standl. & Steyerm. (2 spp.)
  9. Schizocarpum Schrad. (9 spp.)
  10. Abobra Naudin (1 sp.)
  11. Cayaponia Silva Manso (81 spp.)
15. Rod Benincaseae Ser.
  1. Zehneria Endl. (74 spp.)
  2. Papuasicyos Duyfjes (8 spp.)
  3. Scopellaria W. J. De Wild. & Duyfjes (2 spp.)
  4. Citrullus (lubenica) Schrad. ex Eckl. & Zeyh. (7 spp.)
  5. Raphidiocystis Hook. fil. (5 spp.)
  6. Peponium Engl. (20 spp.)
  7. Lagenaria Ser. (6 spp.)
  8. Indomelothria W. J. De Wild. & Duyfjes (2 spp.)
  9. Acanthosicyos (nara) Welw. ex Hook. fil. (1 sp.)
  10. Cephalopentandra Chiov. (1 sp.)
  11. Lemurosicyos Keraudren (1 sp.)
  12. Borneosicyos W. J. J. O. De Wild. (1 sp.)
  13. Solena Lour. (2 spp.)
  14. Benincasa Savi (2 spp.)
  15. Blastania Kotschy & Peyr. (2 spp.)
  16. Dactyliandra (Hook. fil.) Hook. fil. (2 spp.)
  17. Ctenolepis Hook. fil. (1 sp.)
  18. Khmeriosicyos W. J. De Wild. & Duyfjes (1 sp.)
  19. Trochomeria Hook. fil. (7 spp.)
  20. Ruthalicia C. Jeffrey (2 spp.)
  21. Melothria L. (15 spp.)
  22. Diplocyclos (Endl.) Post & Kuntze (4 spp.)
  23. Coccinia Wight & Arn. (31 spp.)
  24. Muellerargia Cogn. (2 spp.)
  25. Cucumis (kumare) L. (62 spp.)